# آروای زن برزنجیر
آروای زن برزنجیر یک ستاره است که در صورت فلکی آندرومدا قرار دارد.